# 日本の棚田百選

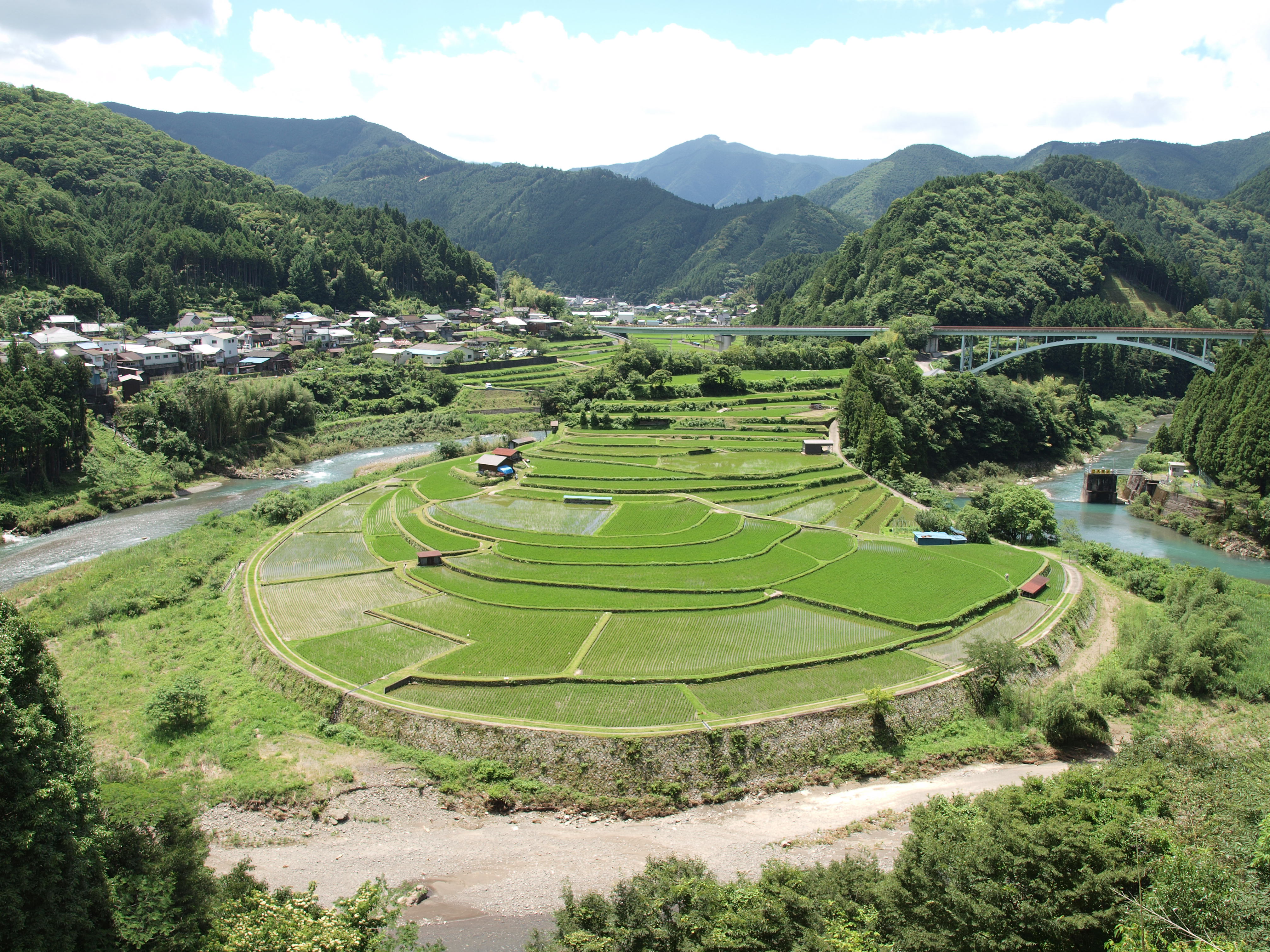
蘭島（和歌山県有田川町）

日本の棚田百選（にほんのたなだひゃくせん）は、農林水産省による優良な棚田の認定制度（百選）。

## 歴史
棚田保全のための整備活動の推進や、農業や農村に対する理解を深めることを目的として、1999年（平成11年）7月16日に農林水産省によって117市町村・134地区の棚田が選定された。選定後には、保全活動の困難さから荒廃の危機に瀕する棚田も登場した。2019年（令和元年）には棚田地域振興法が施行され、各地で棚田の振興に向けた取り組みが広がっていることから、2022年（令和4年）2月に改めて271地区のつなぐ棚田遺産が選定されている。

## 一覧

### 東北地方
- 岩手県
  - 山吹（一関市）
- 宮城県
  - 西山（栗原市栗駒松倉西山）
  - 沢尻（丸森町大張川張字宗膳）
- 山形県
  - 椹平（朝日町）
  - 大蕨（山辺町）
  - 四ヶ村（大蔵村）

### 関東地方
- 栃木県
  - 石畑（茂木町）
  - 国見（那須烏山市）
- 千葉県
  - 大山（鴨川市） - 土坡で築かれた棚田で、耕作されている水田は375枚。NPO法人大山千枚田保存会が1997年（平成9年）に設立。多くの都市住民が保存会会員や棚田オーナーになっている。豆腐・味噌づくりなど多彩な活動をしている。文化庁の文化的景観の保存・活用事業の対象地域になっている。2006年（平成18年）4月23日、棚田に酒米を植える「酒づくりオーナー企画」が始まった。登録したのは3年目の2009年（平成21年）で180人ほど。都市住民と地元の農家など棚田の保存を望む人たちが田植えした。苗は「総（ふさ）の舞」で清酒「棚田の舞」となってオーナーに渡される。田植え、草刈り、稲刈り、ぐい飲みつくり、酒造工場見学等で交流を深める。

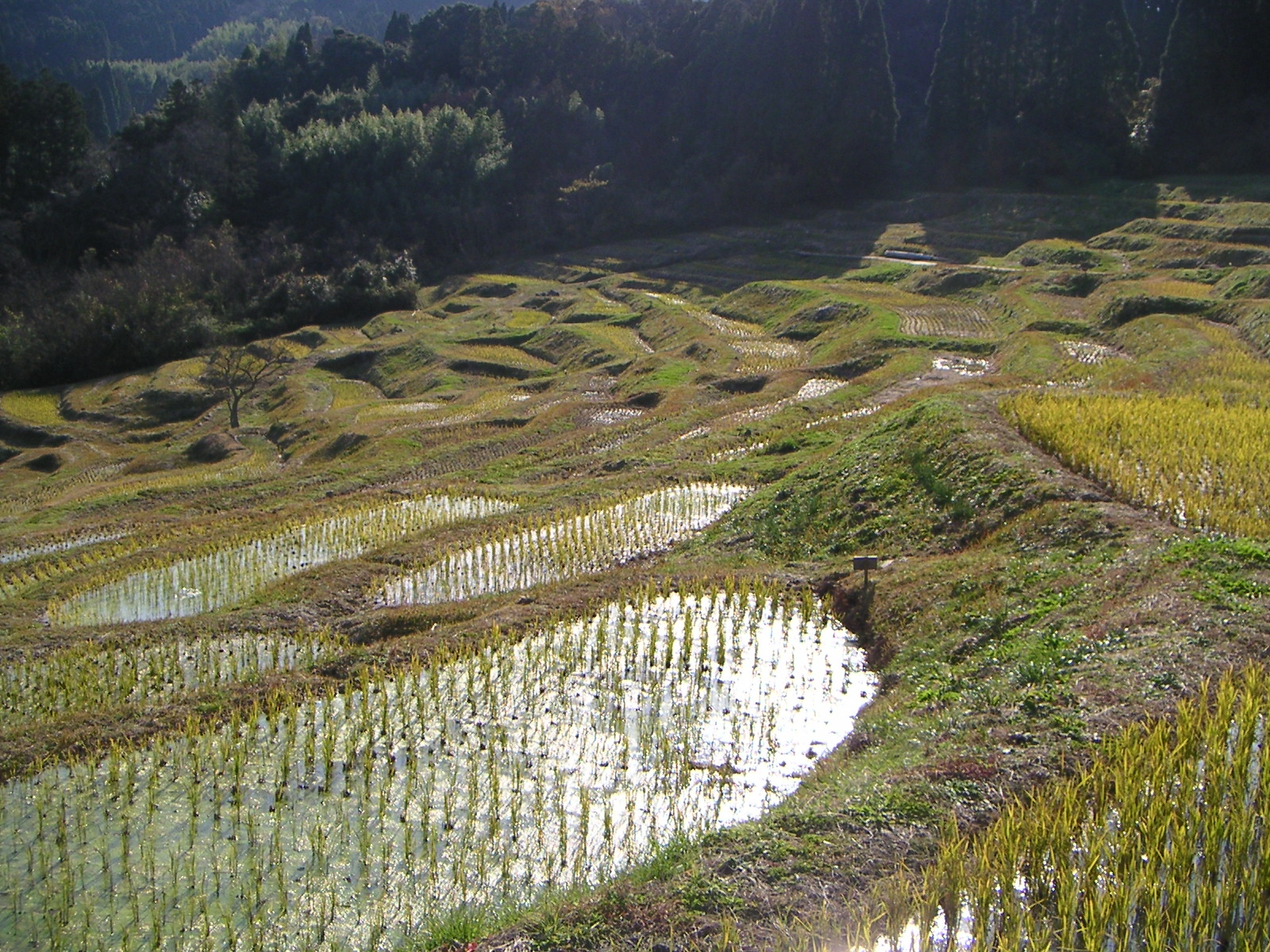
「大山」（千葉県鴨川市）

### 中部地方
- 新潟県
  - 上船倉（上越市）
  - 蓮野（上越市）
  - 狐塚（十日町市）
  - 梨ノ木田（柏崎市）
  - 花坂（柏崎市）
  - 大開（柏崎市）
  - 北五百川（三条市）
- 長野県
  - 宇坪入（小諸市）
  - 稲倉（上田市）
  - 姫子沢（東御市）
  - 滝の沢（東御市）
  - よこね（飯田市）
  - 重太郎（大町市）
  - 青鬼（白馬村）
  - 慶師沖（長野市）
  - 根越沖（長野市）
  - 原田沖（長野市）
  - 姨捨（千曲市） - 月夜に畔道を歩くと小さな田んぼに月が写るので「田毎の月」と名付けられた。1999年（平成11年）、四十八枚田などの代表的な景勝地が国の名勝に指定された。棚田の文化財指定はこれが初である。更に2010年（平成22年）には前述の名勝指定地を包含する64.3haが重要文化的景観として選定された。
  - 塩本（長野市）
  - 田沢沖（長野市）
  - 栃倉（長野市）
  - 大西（長野市）
  - 福島（飯山市）
- 富山県
  - 長坂（氷見市）
  - 三乗（富山市）
- 石川県
  - 奥山田（津幡町）
  - 大笹波（志賀町）
  - 白米（輪島市） - FAOの世界農業遺産に登録される。
- 福井県
  - 梨子ヶ平（越前町）
  - 日引（高浜町）
- 静岡県
  - 久留女木（浜松市）
  - 大栗安（浜松市）
  - 荒原（伊豆市）
  - 下ノ段（伊豆市）
  - 北山（沼津市）
- 愛知県
  - 四谷（新城市）
  - 長江（設楽町） - 棚田を営む農家が一戸のみになり、つなぐ棚田百選からは外れた
- 岐阜県
  - 正ヶ洞（郡上市）
  - 上代田（八百津町）
  - 坂折（恵那市）
  - 田頃家（飛騨市）
  - ナカイ田（高山市）
- 三重県
  - 丸山（熊野市） - 2005年（平成17年）11月の合併まで南牟婁郡紀和町。1993年（平成5年）からの復元事業で耕作放棄田の810枚（2.4ha）が復元された。地元農家が耕作する530枚（4.6ha）と合わせた棚田は1,340枚（7ha）。石垣で築かれたこの棚田の段数は、100段近くある。4分の1勾配（水平距離4m行って1m高くなる≒14度）という急傾斜で、上の田から下の田までの標高差は100mもある。1601年（慶長6年）の検地帳には2,240枚あったと書かれているという。棚田の維持・管理は丸山集落住民による千枚田保存会と財団法人紀和町ふるさと公社が関わっている。丸山集落は戸数33戸。住民の平均年齢は約70歳。農作業は、集落住民と守る会会員、棚田オーナー（113組・517人）が参加する。
  - 深野（松阪市） - 約300万個の石で積み上げられた石垣の総延長は約120kmに及ぶ。「石の芸術」と呼ばれている。
  - 坂本（亀山市）

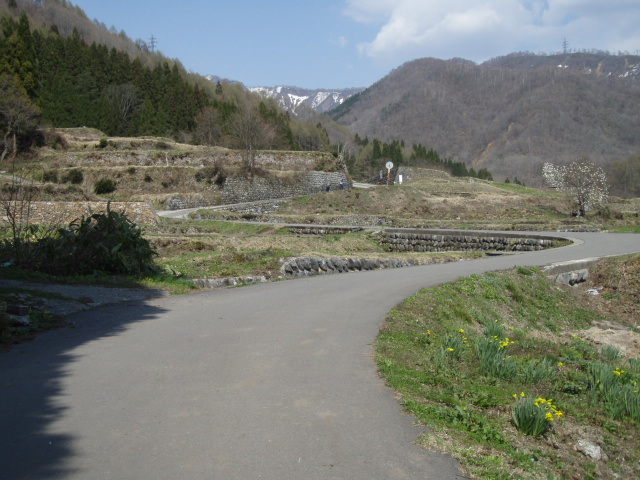
青鬼（長野県白馬村）
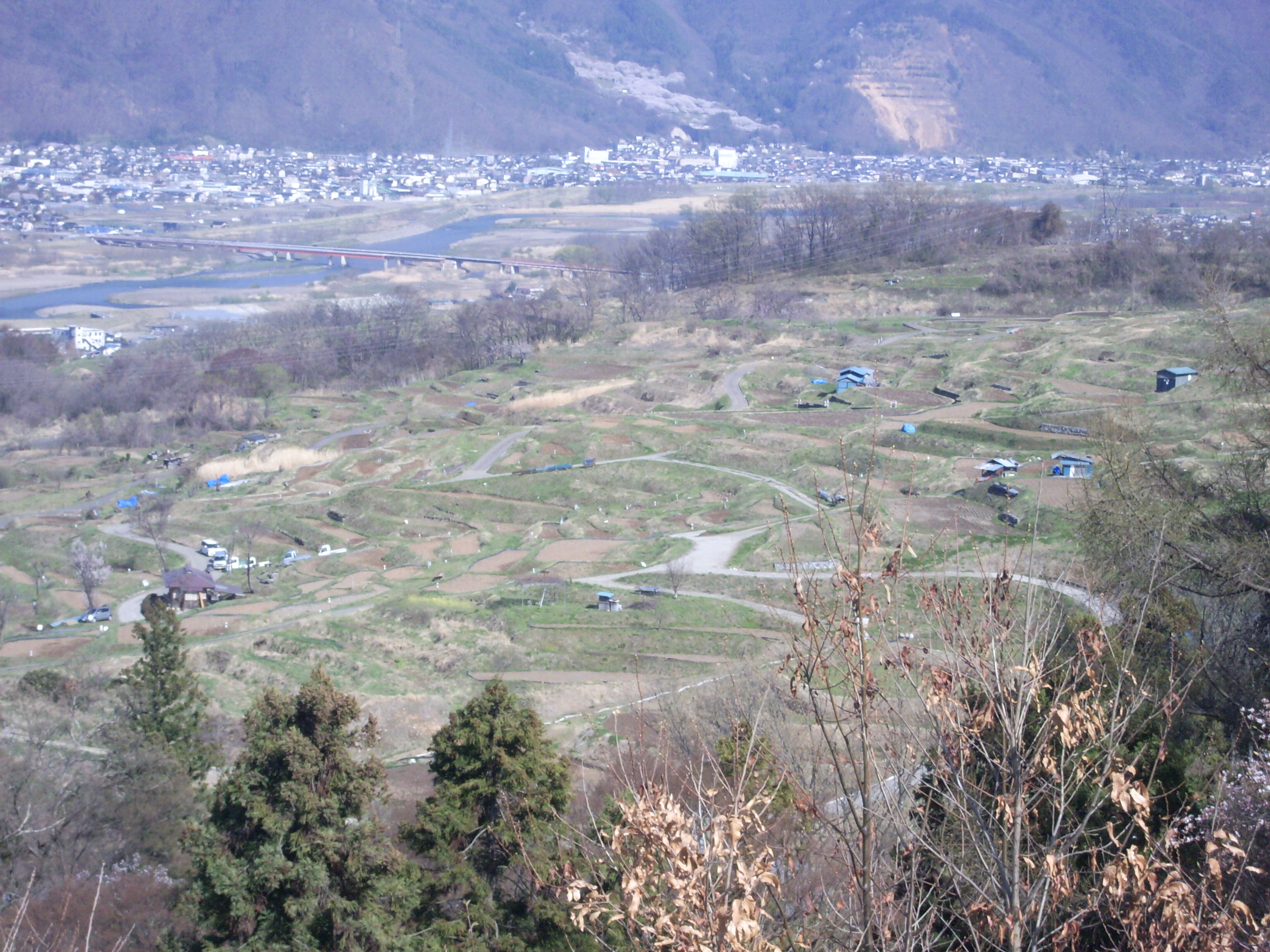
姨捨（長野県千曲市）
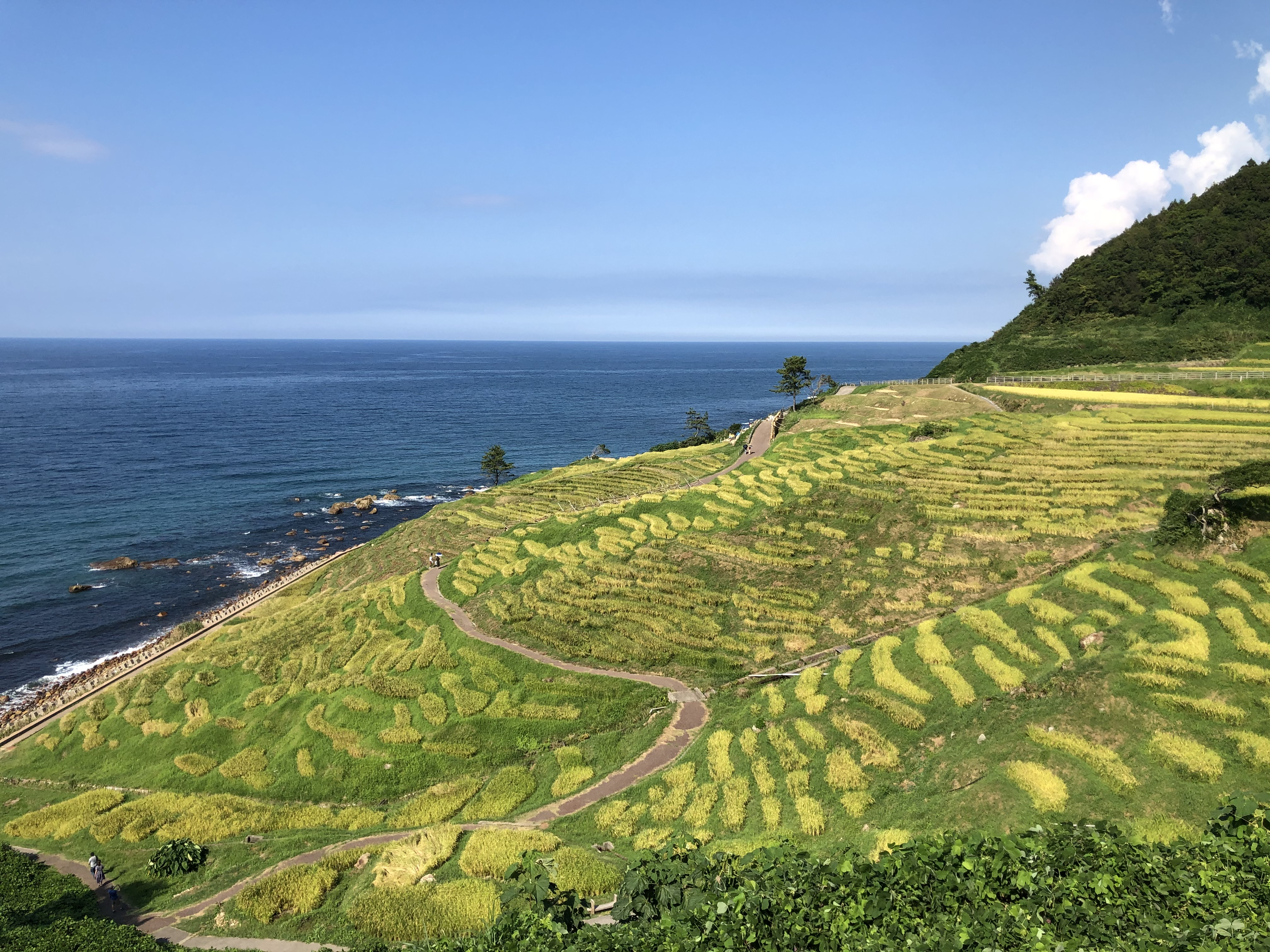
白米（石川県輪島市）
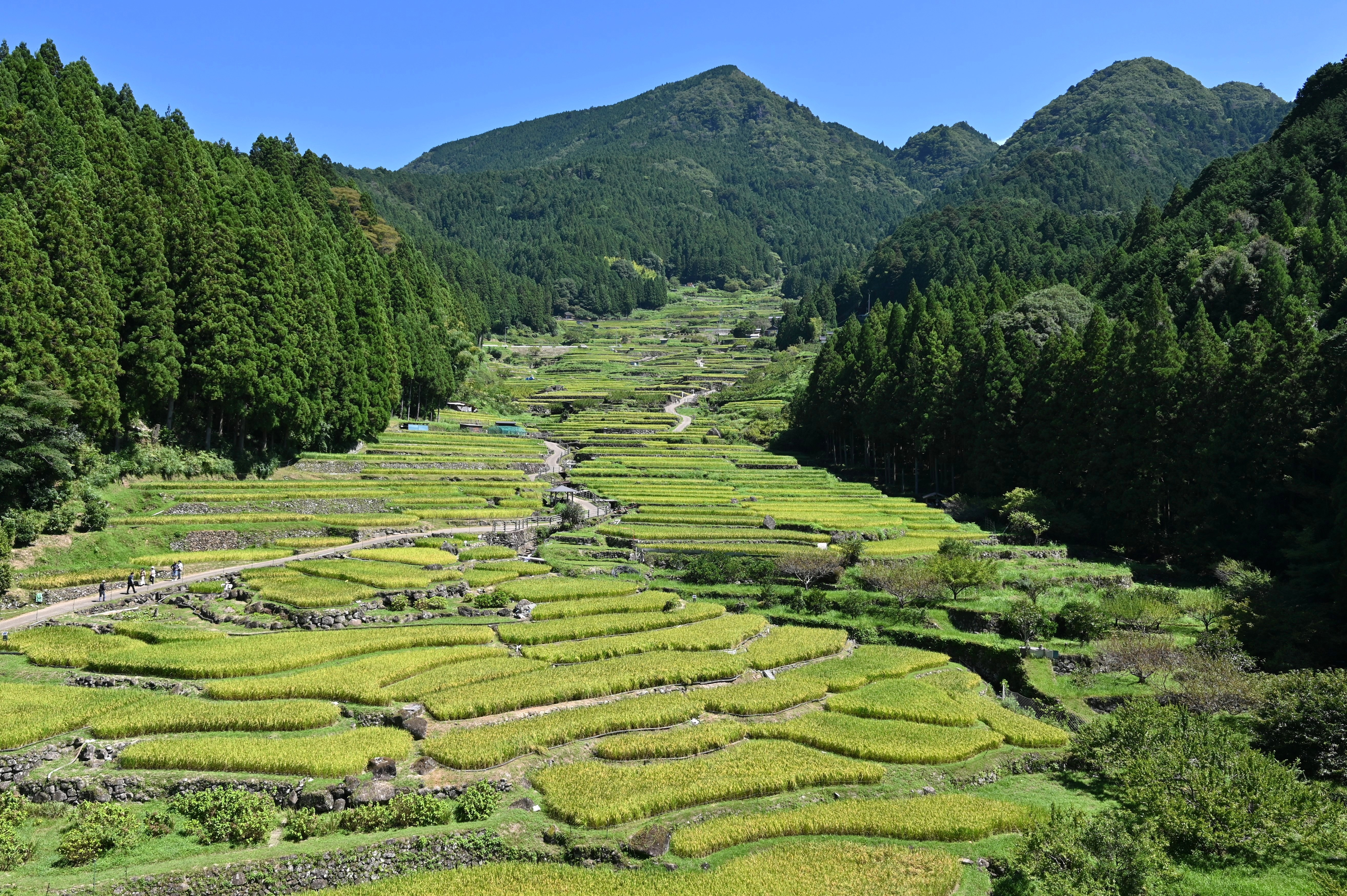
四谷（愛知県新城市）
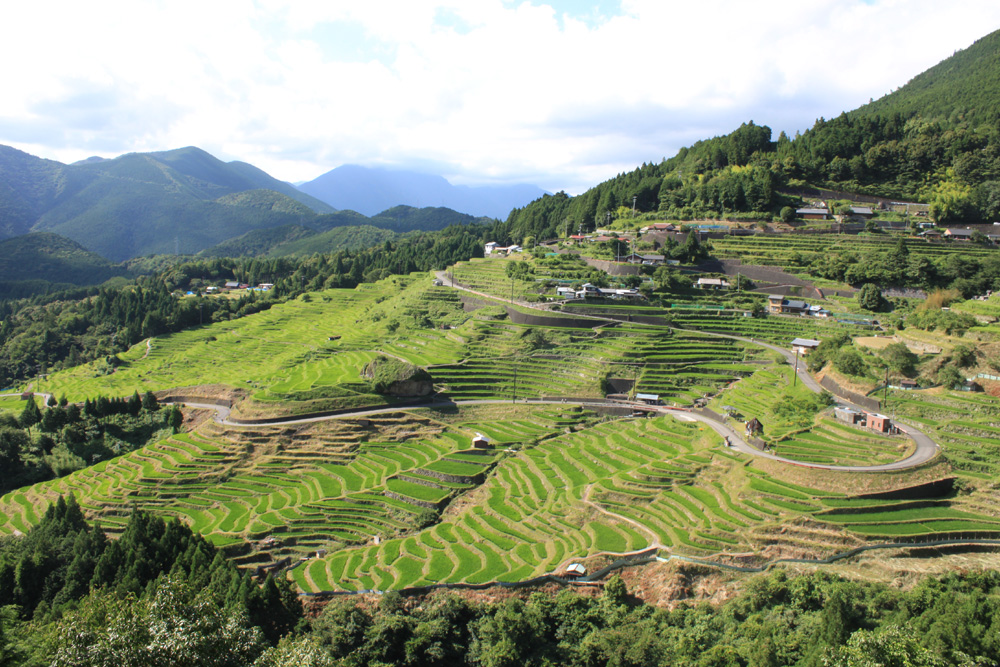
丸山（三重県熊野市）

### 近畿地方
- 滋賀県
  - 畑（高島市）
- 京都府
  - 毛原（福知山市）
  - 袖志（京丹後市）
- 奈良県：稲渕（明日香村） - 2011年（平成23年）に重要文化的景観として選定された「奥飛鳥の文化的景観」に包括される。稲渕より奥の栢森にも棚田がある。
- 和歌山県
  - 蘭島（有田川町） - 2013年（平成25年）、重要文化的景観に選定された。
- 大阪府
  - 下赤阪（千早赤阪村）
  - 長谷（能勢町）
- 兵庫県
  - 岩座神（多可町）
  - 乙大木谷（佐用町）
  - うへ山（香美町）
  - 西ヶ岡（香美町）

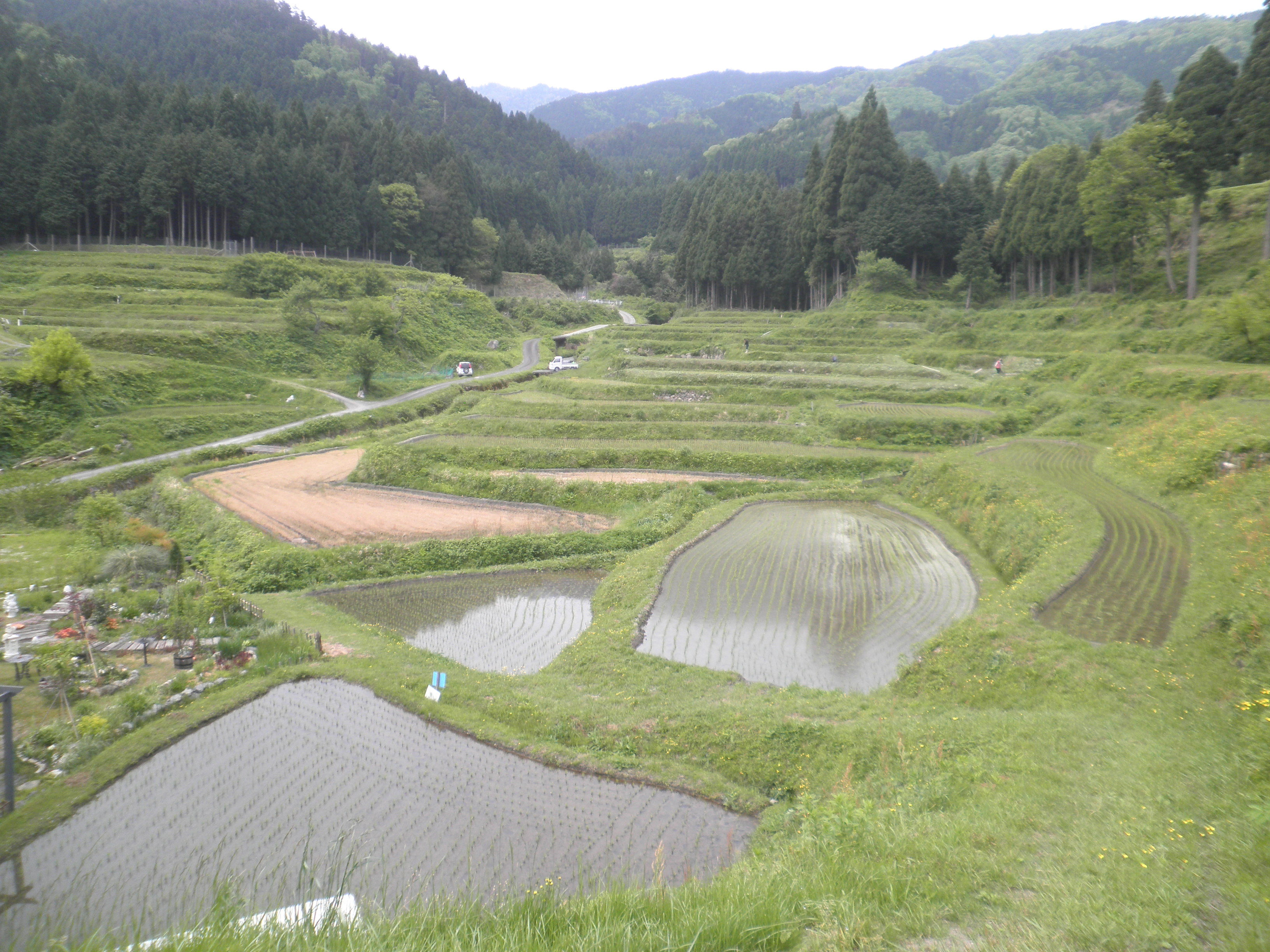
畑（滋賀県高島市）
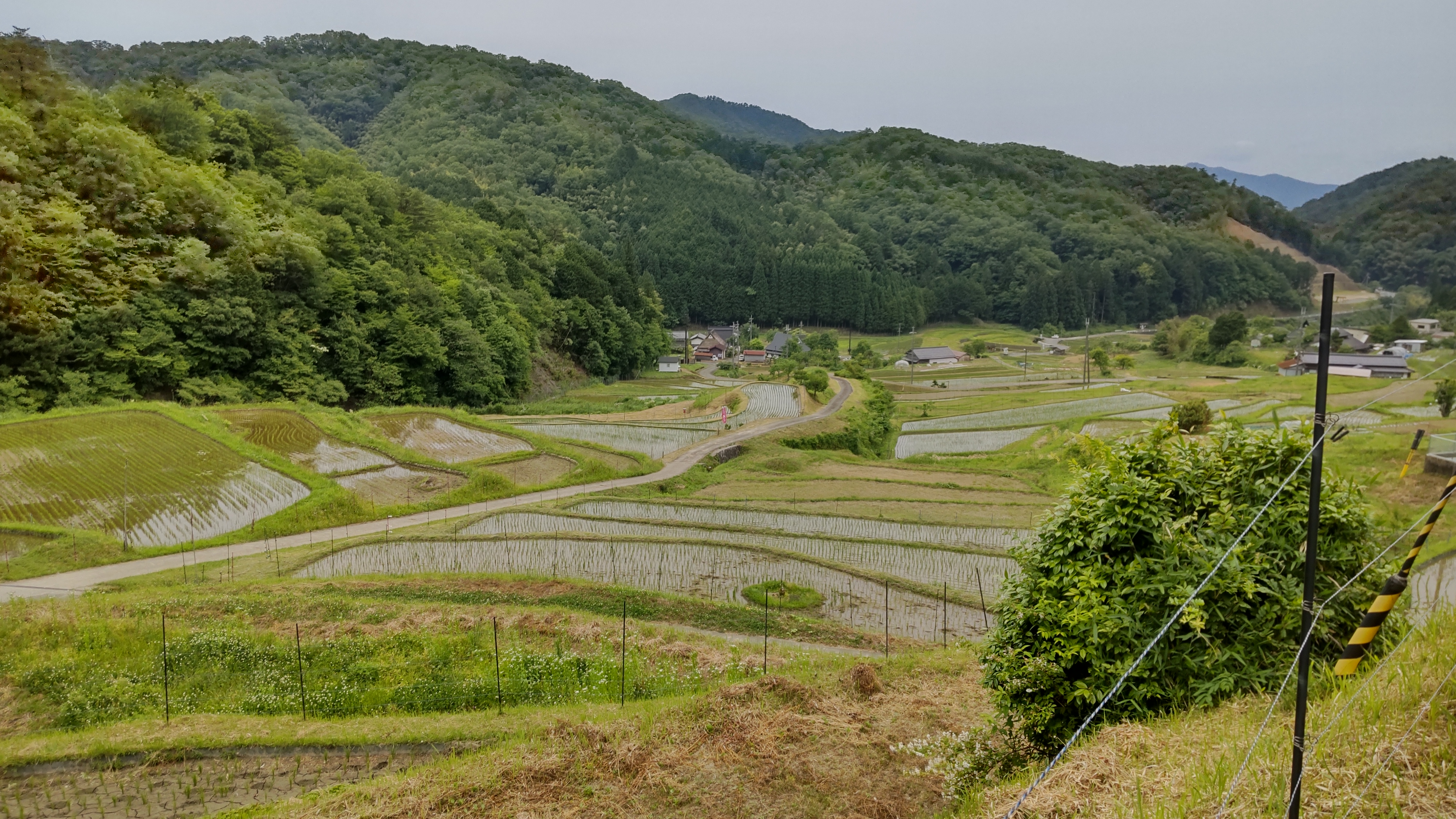
毛原（京都府福知山市）
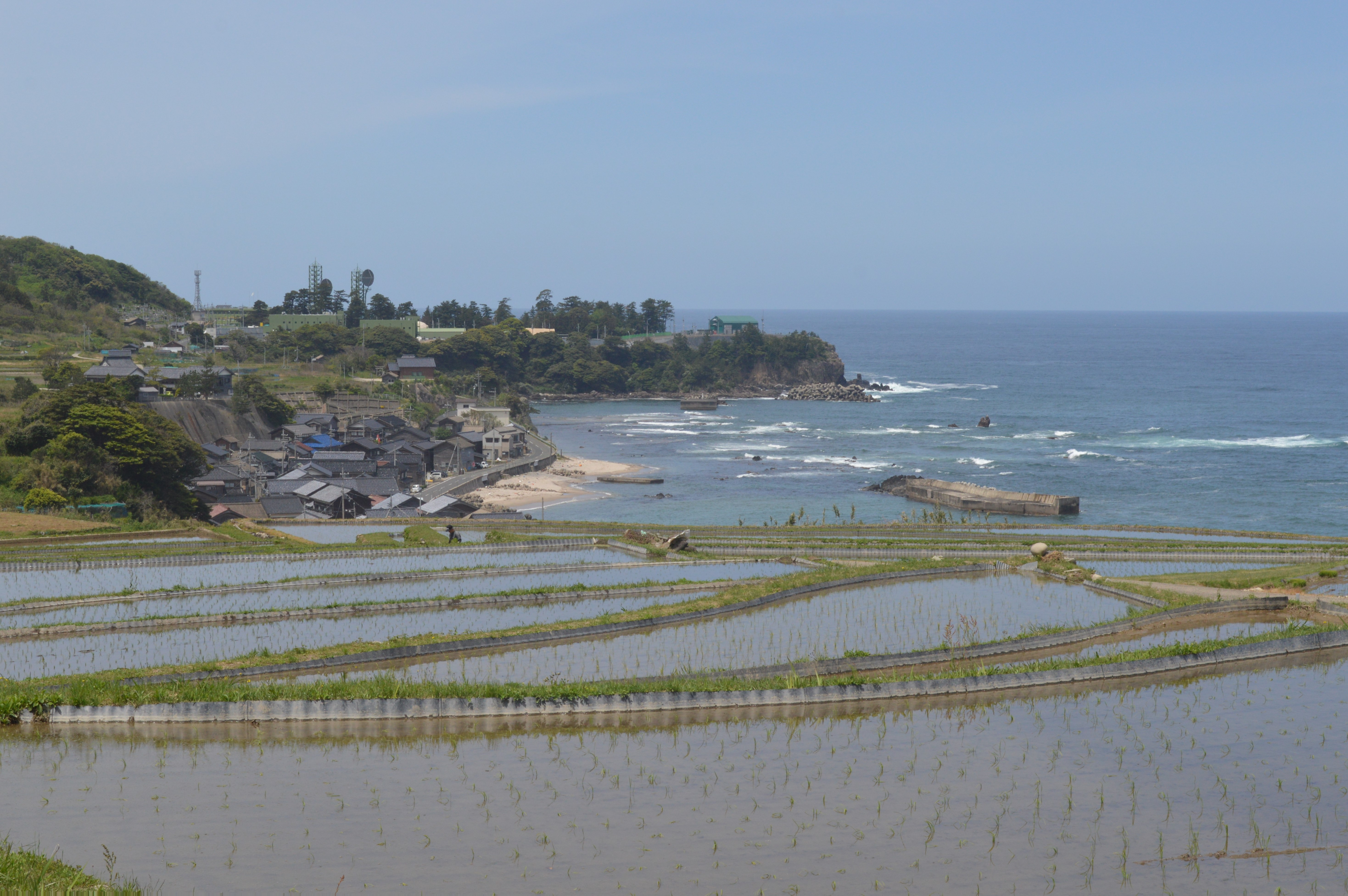
袖志（京都府京丹後市）
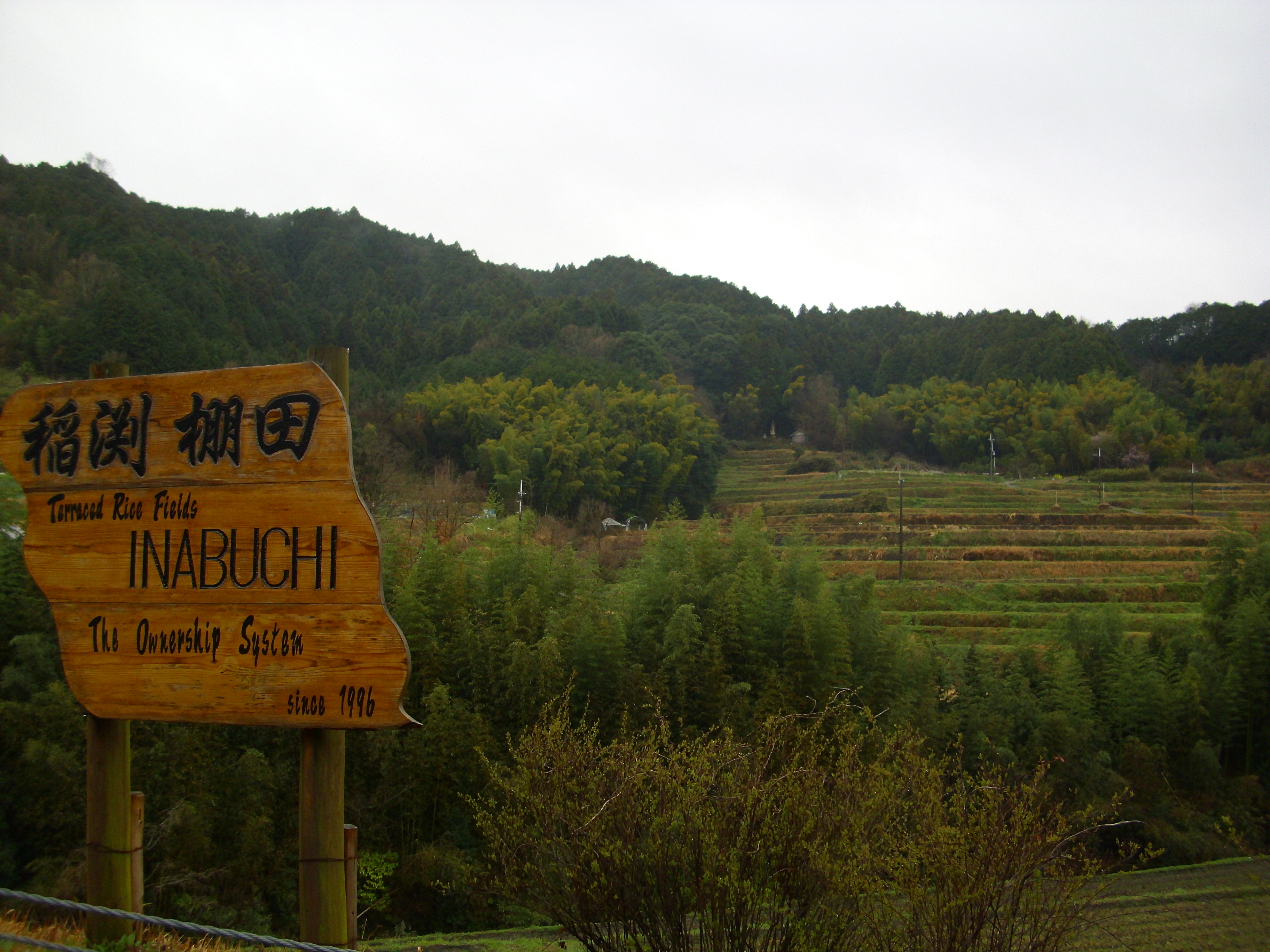
稲渕（奈良県明日香村）
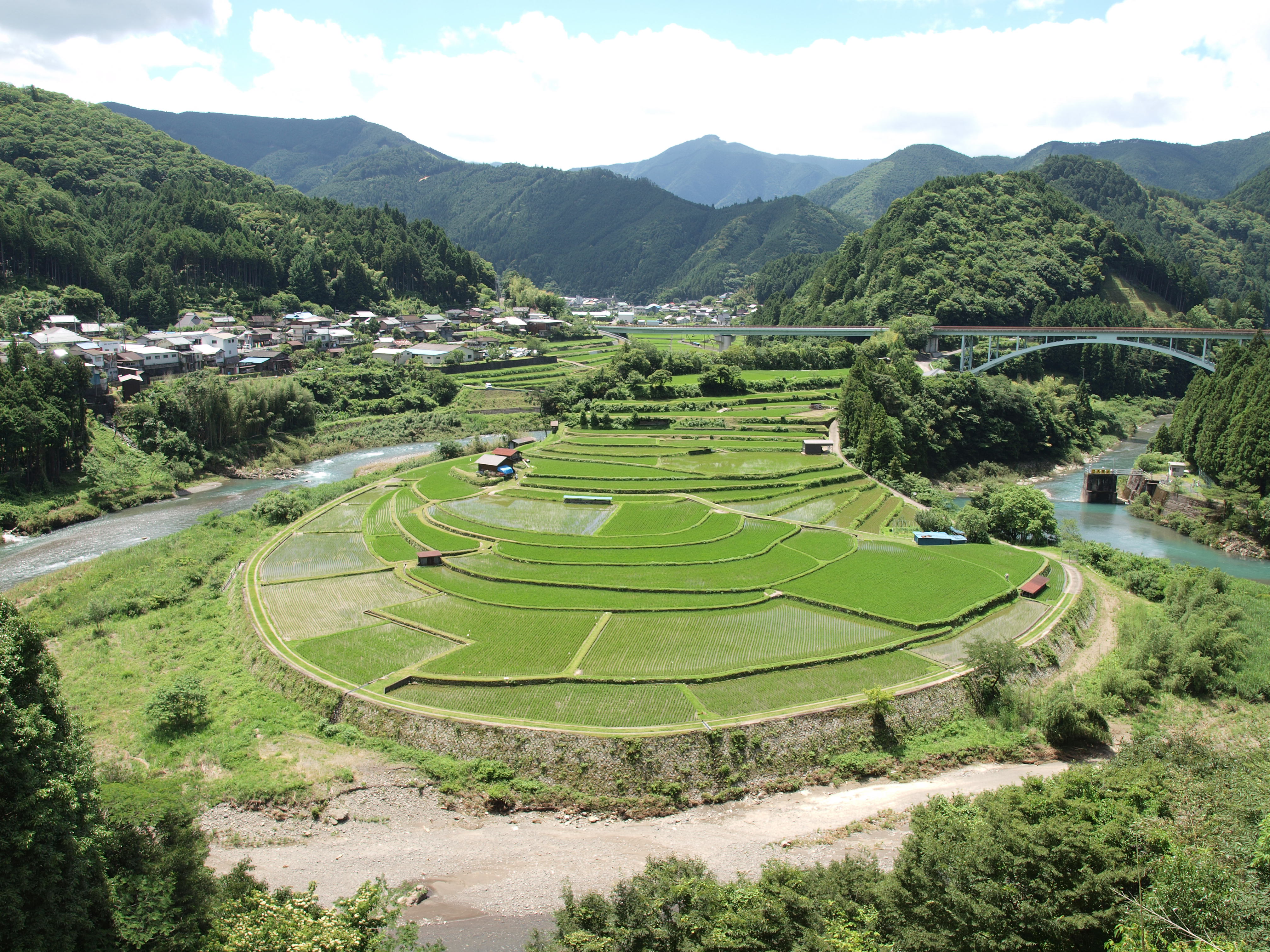
蘭島（和歌山県有田川町）
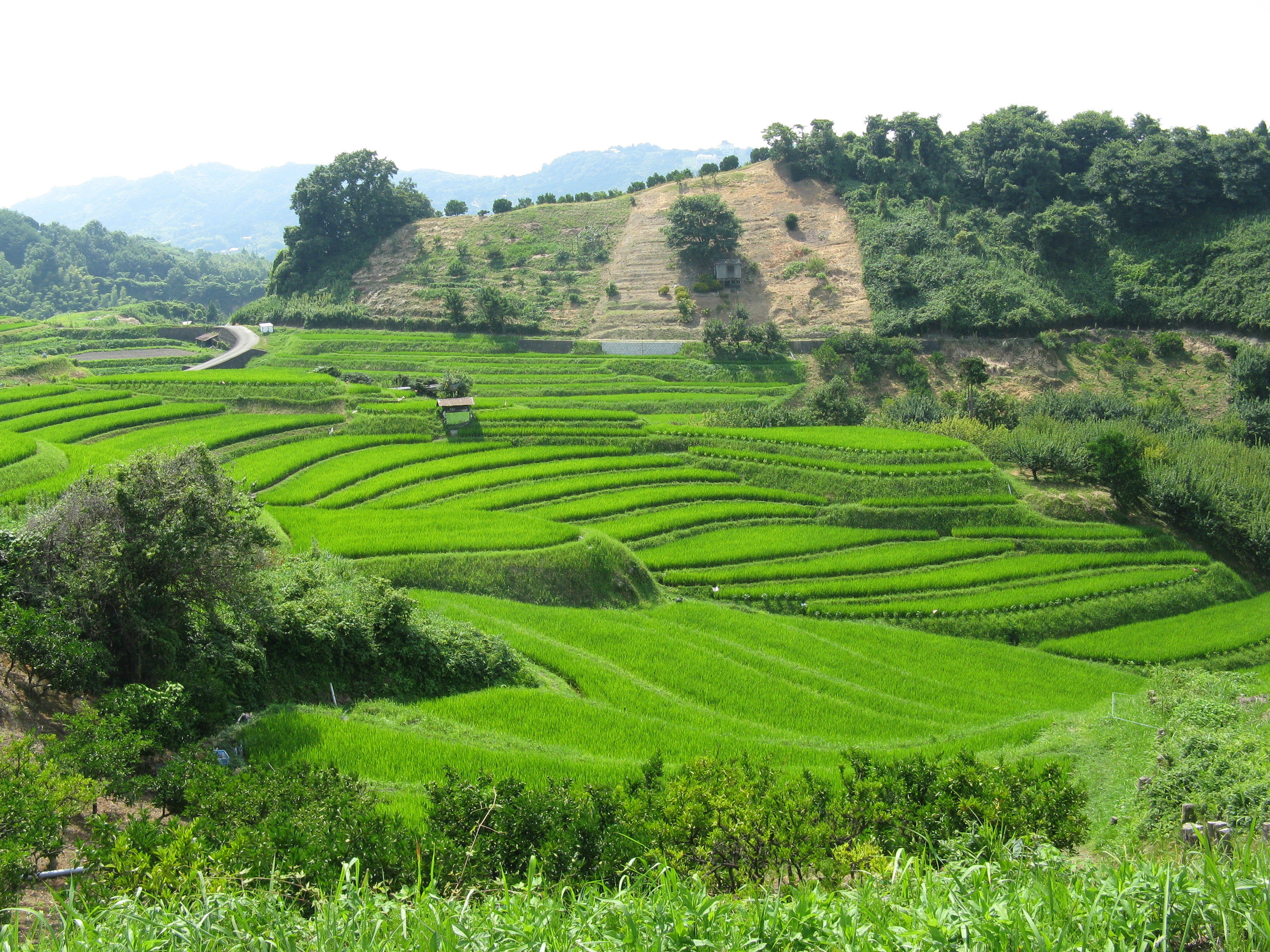
下赤坂（大阪府千早赤阪村）
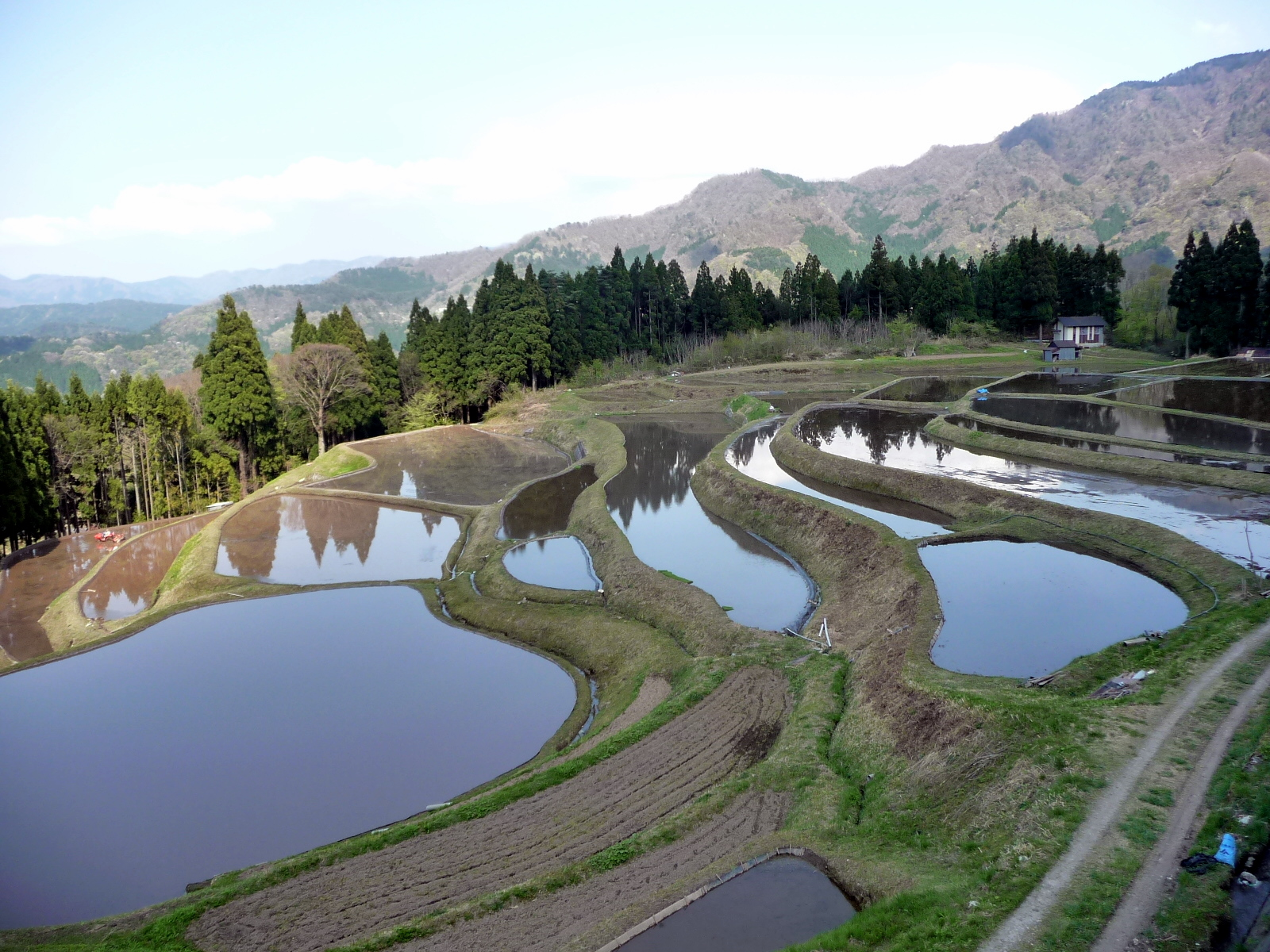
うへ山（兵庫県香美町）

### 中国地方
- 鳥取県
  - 横尾（岩美町）
  - 舂米（つくよね）（若桜町）
- 島根県
  - 中垣内（益田市）
  - 山王寺（雲南市）
  - 大原（奥出雲町） - 2014年（平成26年）に重要文化的景観として選定された「奥出雲たたら製鉄及び棚田の文化的景観」に包括される。

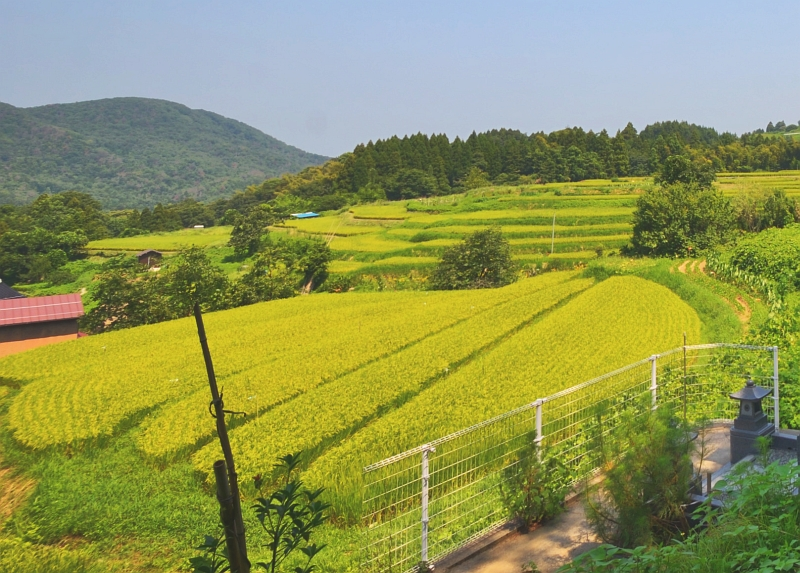
横尾（鳥取県岩美町）
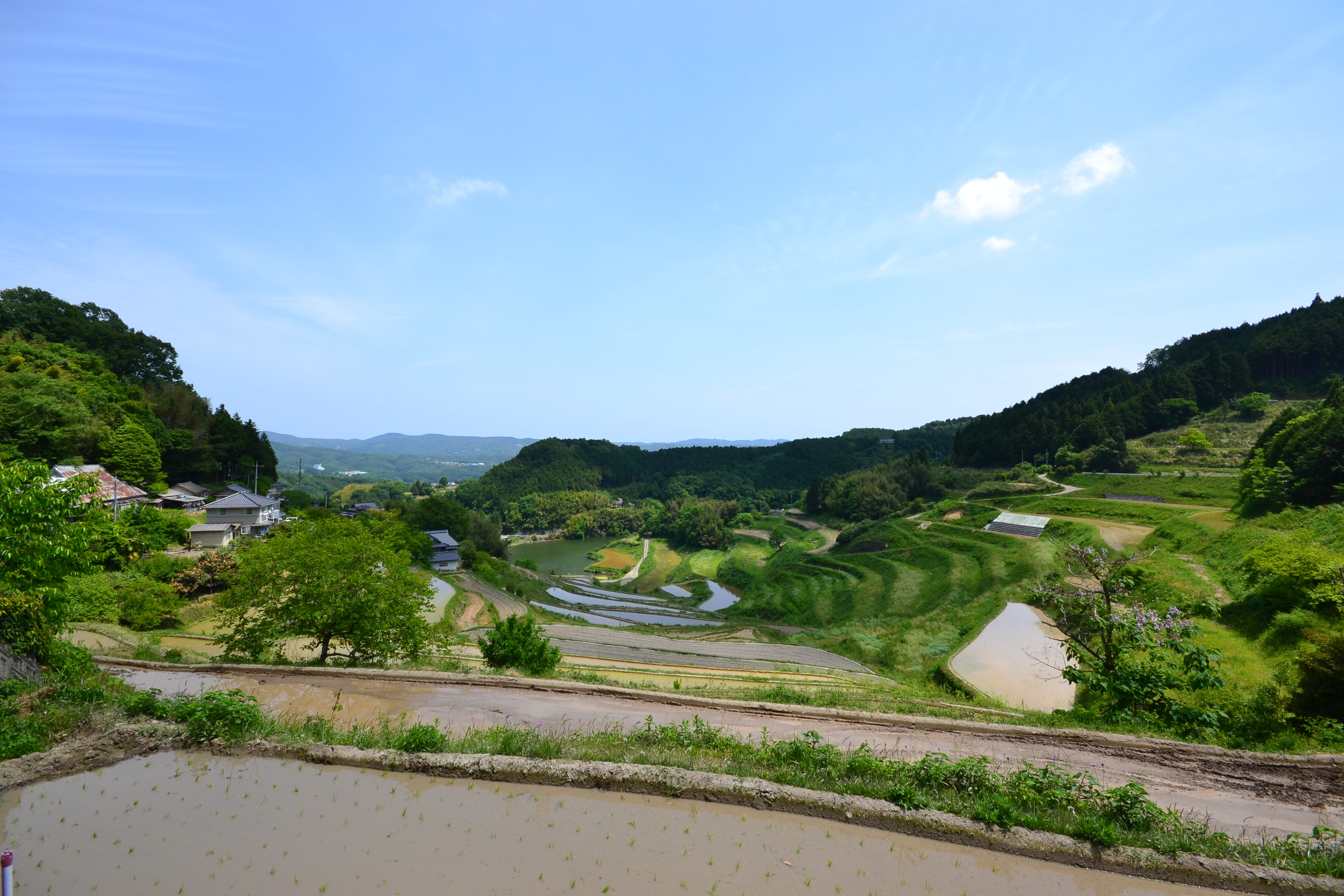
北庄（岡山県久米南町）
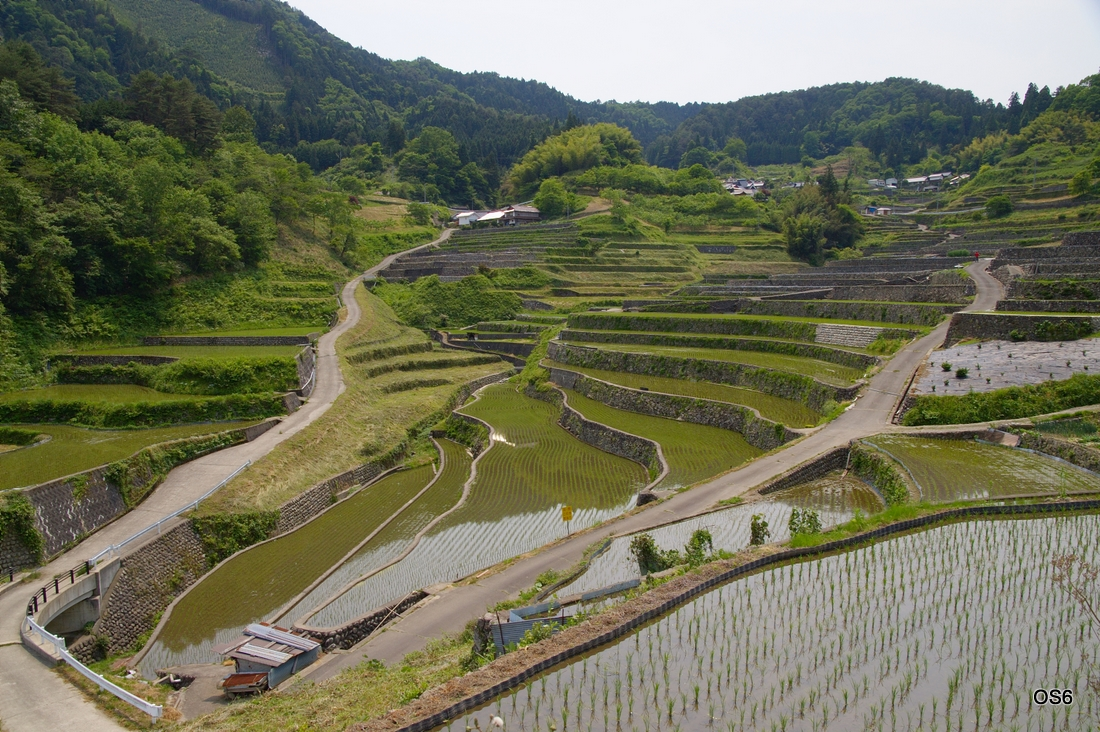
井仁（広島県安芸太田町）

  - 神谷（邑南町）
  - 都川（浜田市）
  - 室谷（浜田市）
  - 大井谷（吉賀町）
- 岡山県
  - 北庄（久米南町）[2]
  - 上籾（久米南町）
  - 小山（美咲町）
  - 大垪和西（美咲町）
- 広島県
  - 井仁（安芸太田町）
- 山口県
  - 東後畑（長門市）

- 横尾（鳥取県岩美町）
- 北庄（岡山県久米南町）
- 井仁（広島県安芸太田町）

### 四国地方
- 香川県：中山（小豆島町）
- 徳島県
  - 樫原（上勝町）
  - 下影（三好市）
- 高知県：神在居（檮原町） - 2009年（平成21年）に重要文化的景観として選定された「四万十川流域の文化的景観 上流域の山村と棚田」に包含される。
- 愛媛県
  - 泉谷（内子町）
  - 堂の坂（西予市）
  - 奥内（松野町）

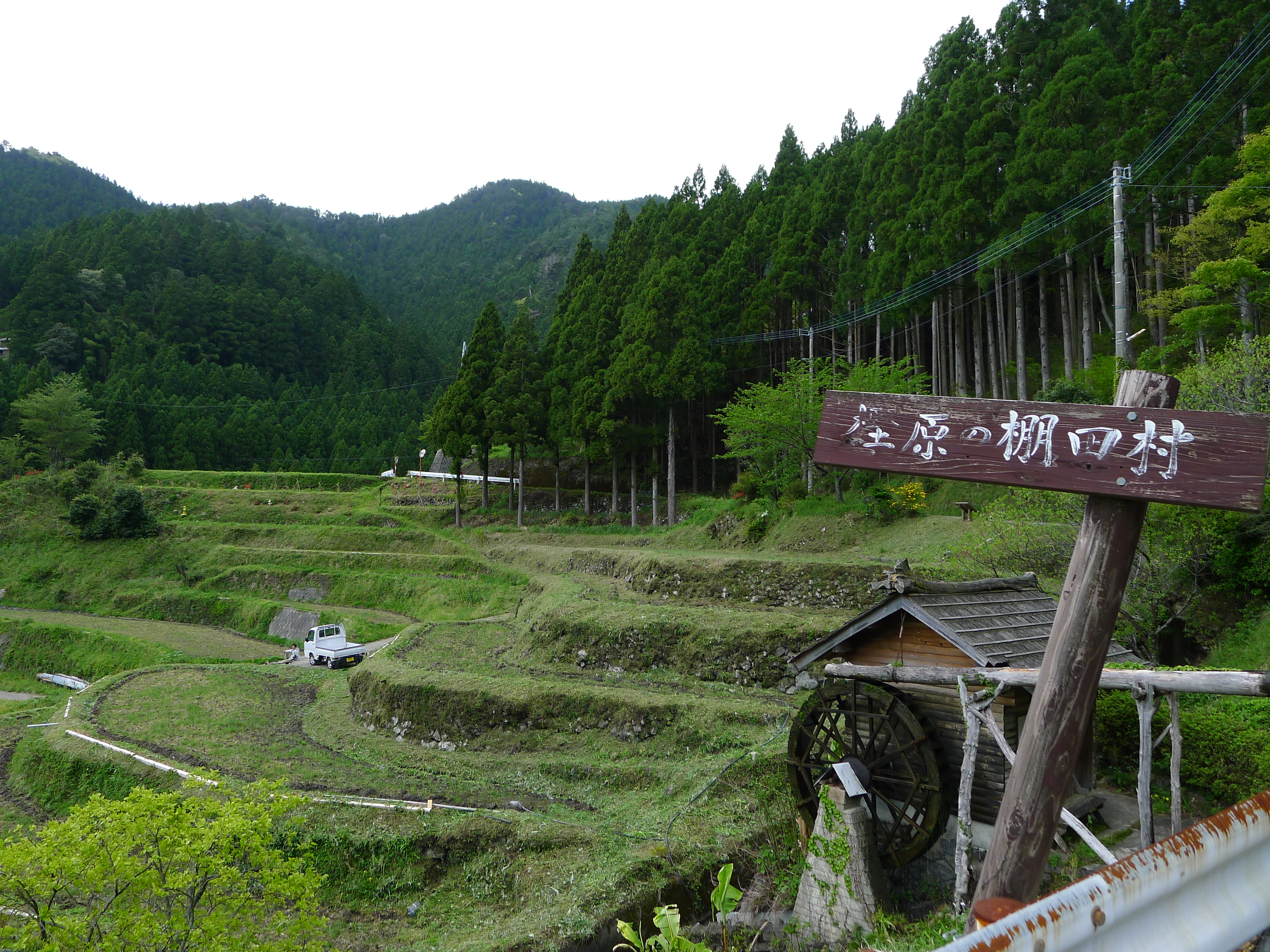
樫原（徳島県上勝町）

### 九州地方
- 福岡県
  - 広内・上原（八女市）
  - つづら（うきは市）
  - 白川（朝倉市）
  - 竹（東峰村）
- 佐賀県
  - 蕨野（唐津市） - 2008年（平成20年）、重要文化的景観として選定された。
  - 大浦（肥前町）
  - 浜野浦（玄海町）
  - 岳（有田町）
  - 江里山（小城市）
  - 西の谷（佐賀市）
- 長崎県
  - 鬼木（波佐見町）
  - 土谷（松浦市）
  - 日向（川棚町）
  - 大中尾（長崎市）
  - 谷水（南島原市）
  - 清水（雲仙市）
- 大分県
  - 由布川奥詰（由布市）
  - 内成（別府市）
  - 軸丸北（豊後大野市）
  - 山浦早水（玖珠町）
  - 両合（宇佐市）
  - 羽高（中津市）
- 熊本県
  - 扇（産山村）
  - 日光（八代市） - 2013年（平成25年）10月、地元全25世帯とNPO法人ハーヴェストにより、地域ぐるみで景観を守るための日光の棚田活性会を設立し共同管理を開始。
  - 天神木場（八代市）
  - 美生（八代市）
  - 大作山（上天草市）
  - 番所（山鹿市）
  - 松谷（球磨村）
  - 鬼の口（球磨村）
  - 寒川（水俣市）
  - 菅（山都町）
  - 峰（山都町）
- 宮崎県
  - 真幸（えびの市）
  - 栃又（高千穂町）
  - 尾戸の口（高千穂町）
  - 徳別当（高千穂町）
  - 石垣の村（日之影町）
  - 鳥の巣（五ヶ瀬町）
  - 下の原（五ヶ瀬町）
  - 日蔭（五ヶ瀬町）
  - 坂元（日南市） - 2013年（平成25年）、重要文化的景観として選定された。
  - 向江（西米良村）
  - 春の平（西米良村）
- 鹿児島県
  - 内之尾（薩摩川内市）
  - 佃（南九州市）
  - 幸田（湧水町）

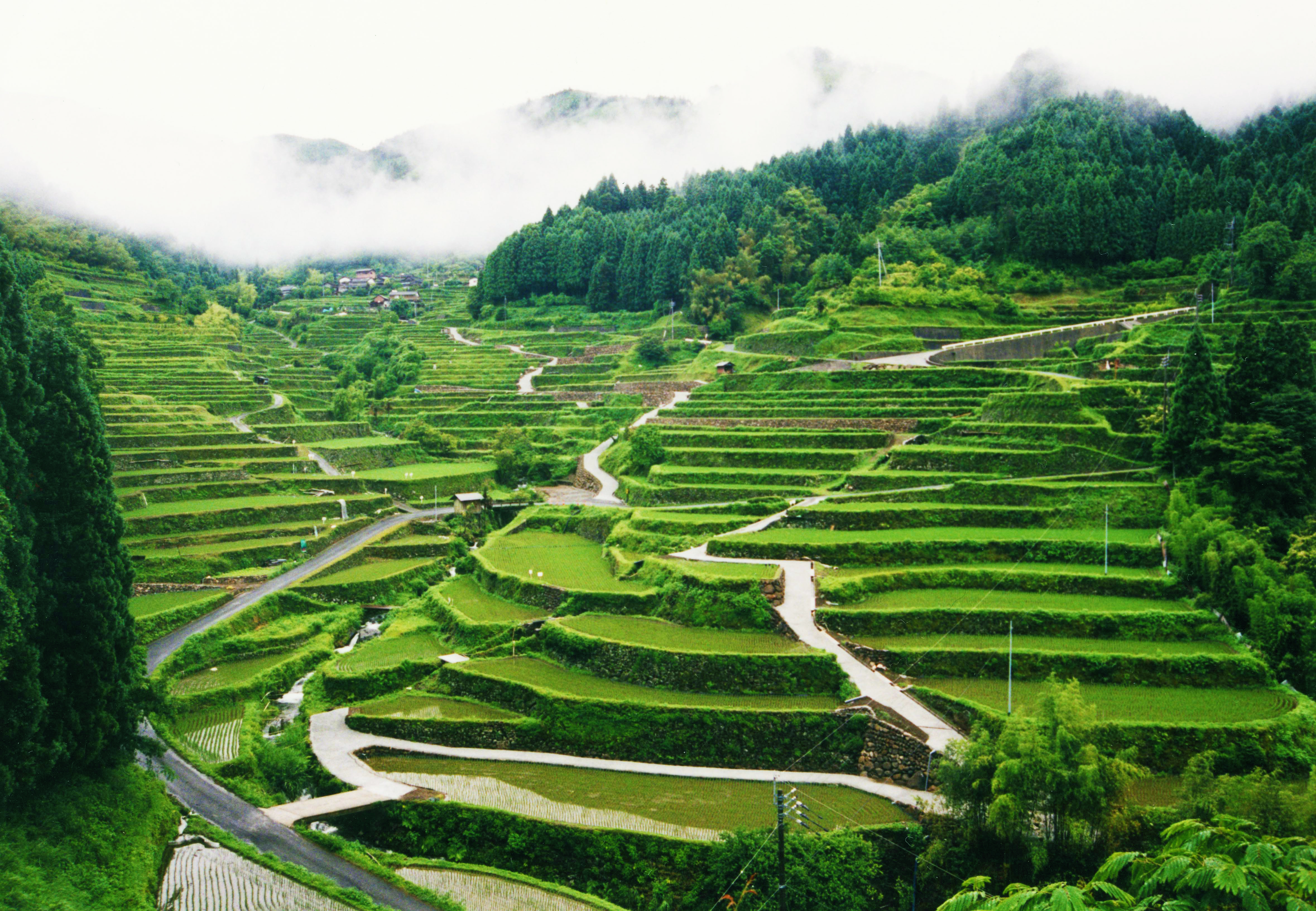
つづら（福岡県うきは市）
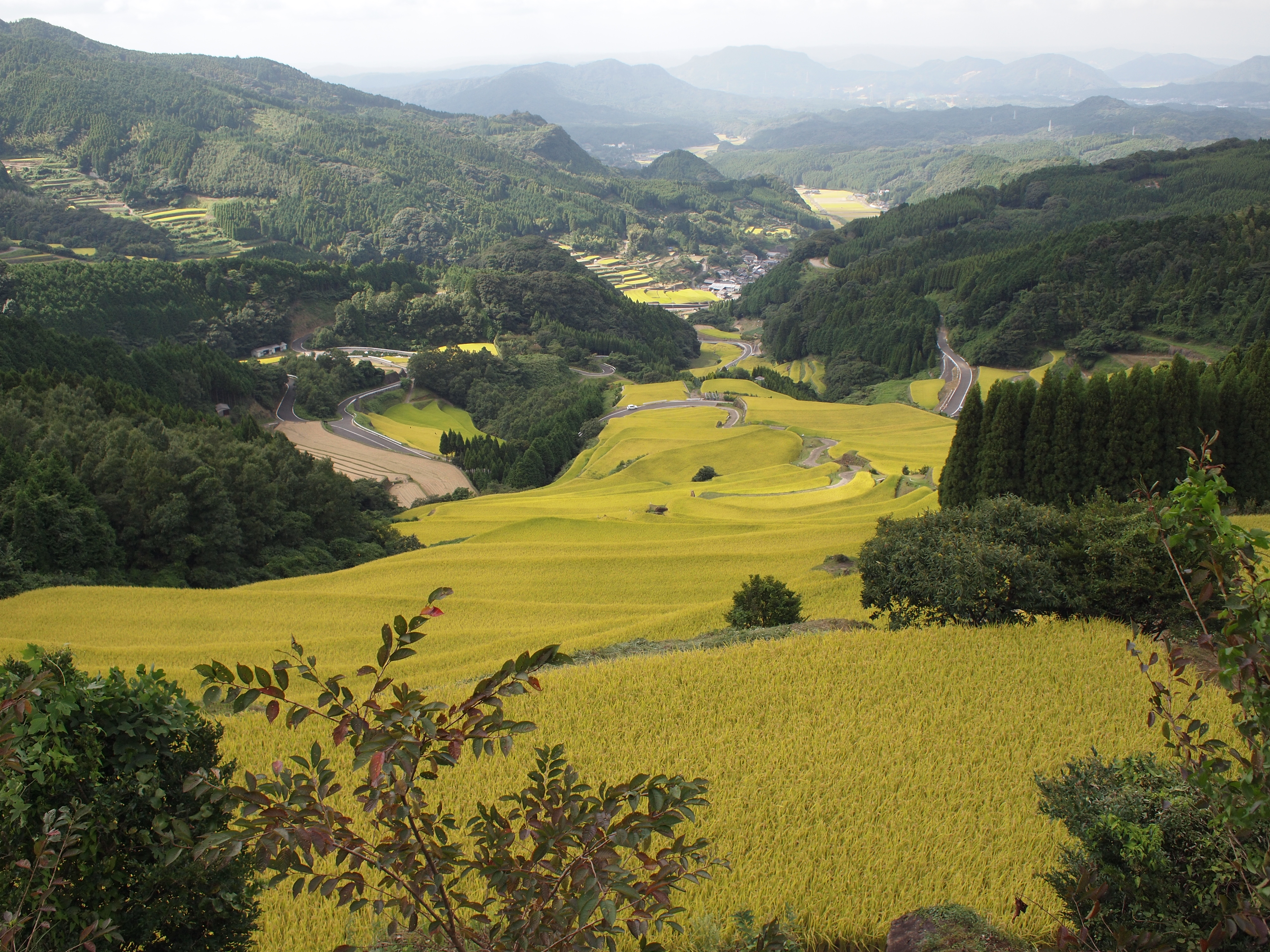
蕨野（佐賀県唐津市）
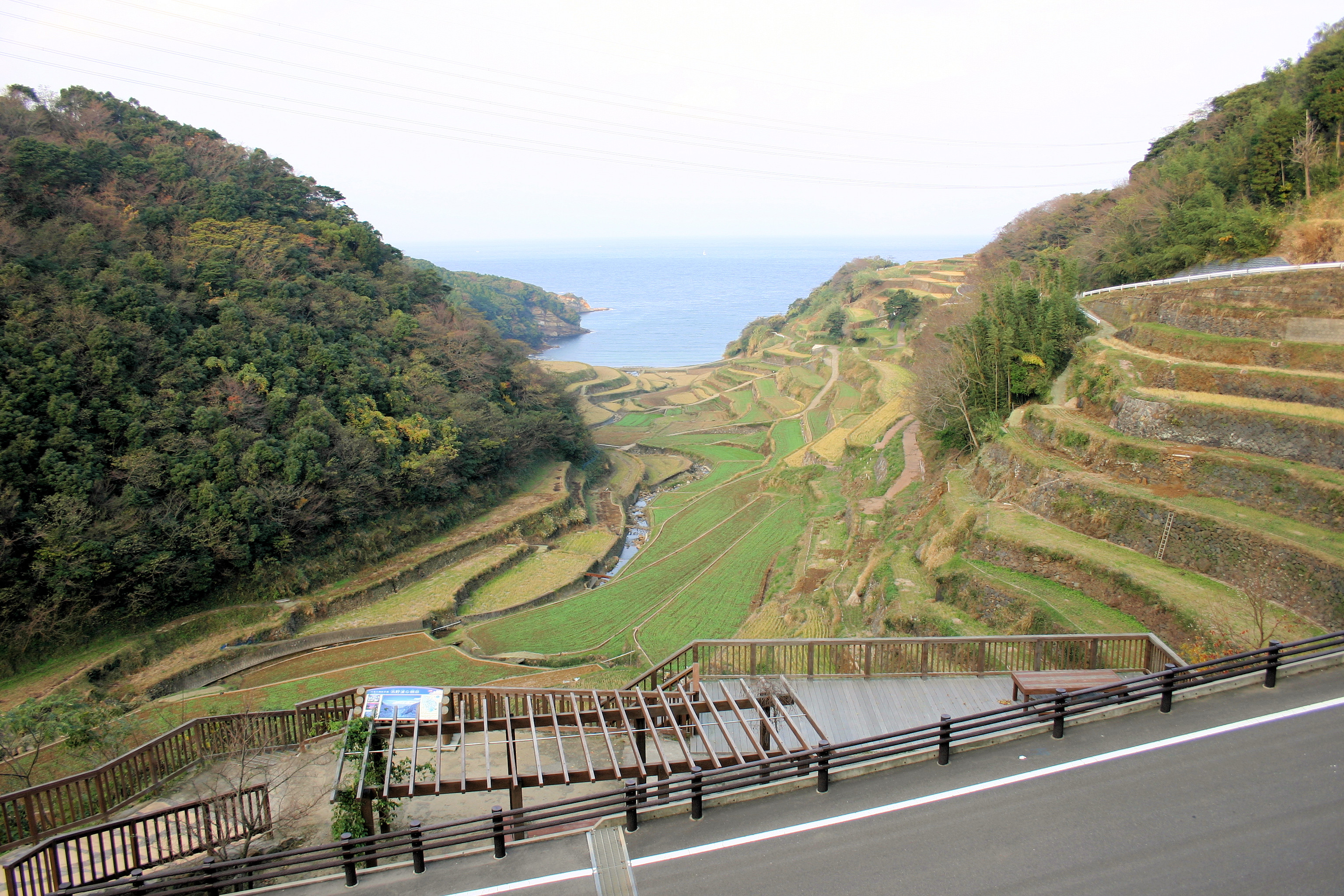
浜野浦（佐賀県玄海町）
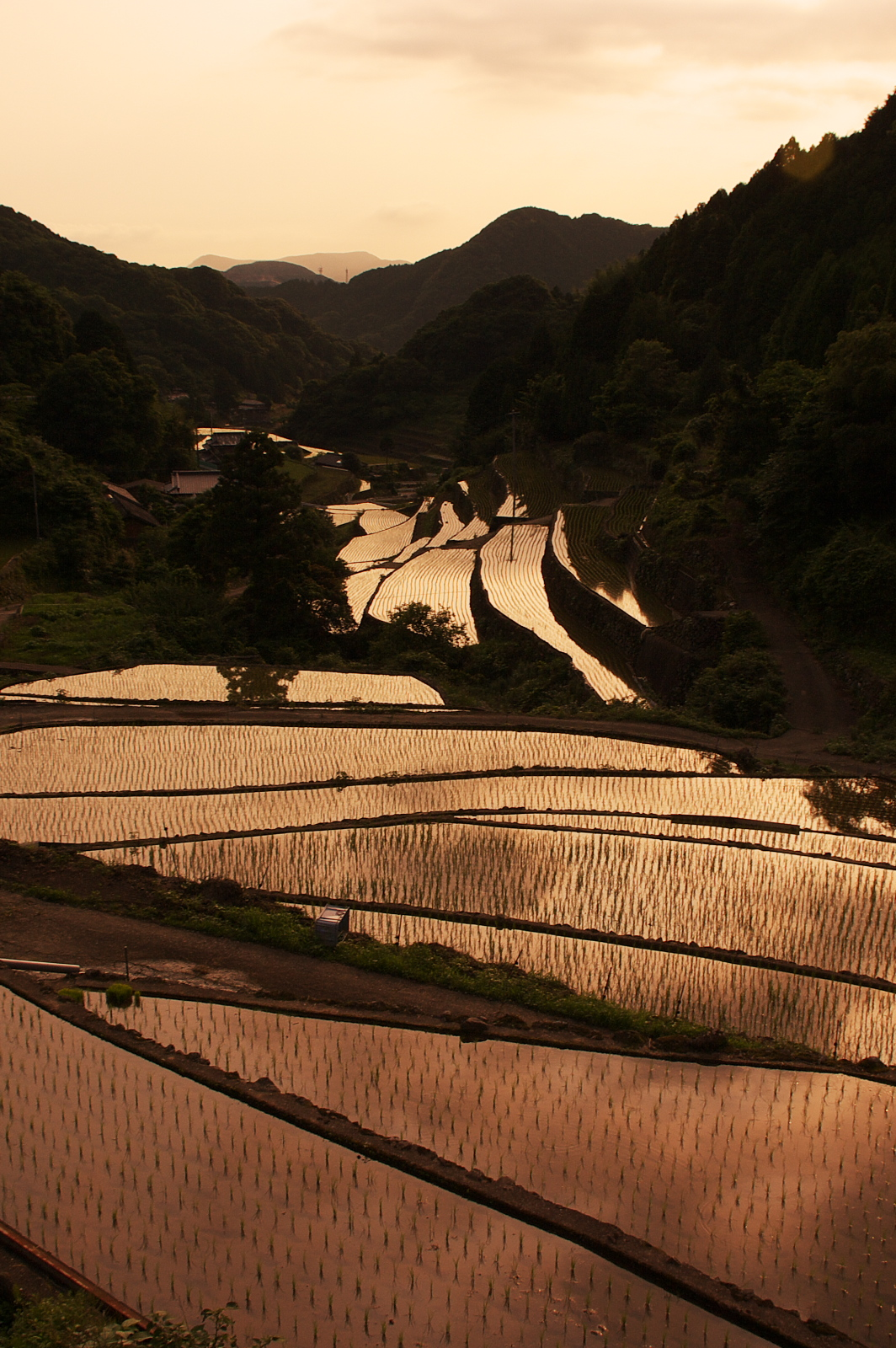
日向（長崎県川棚町）
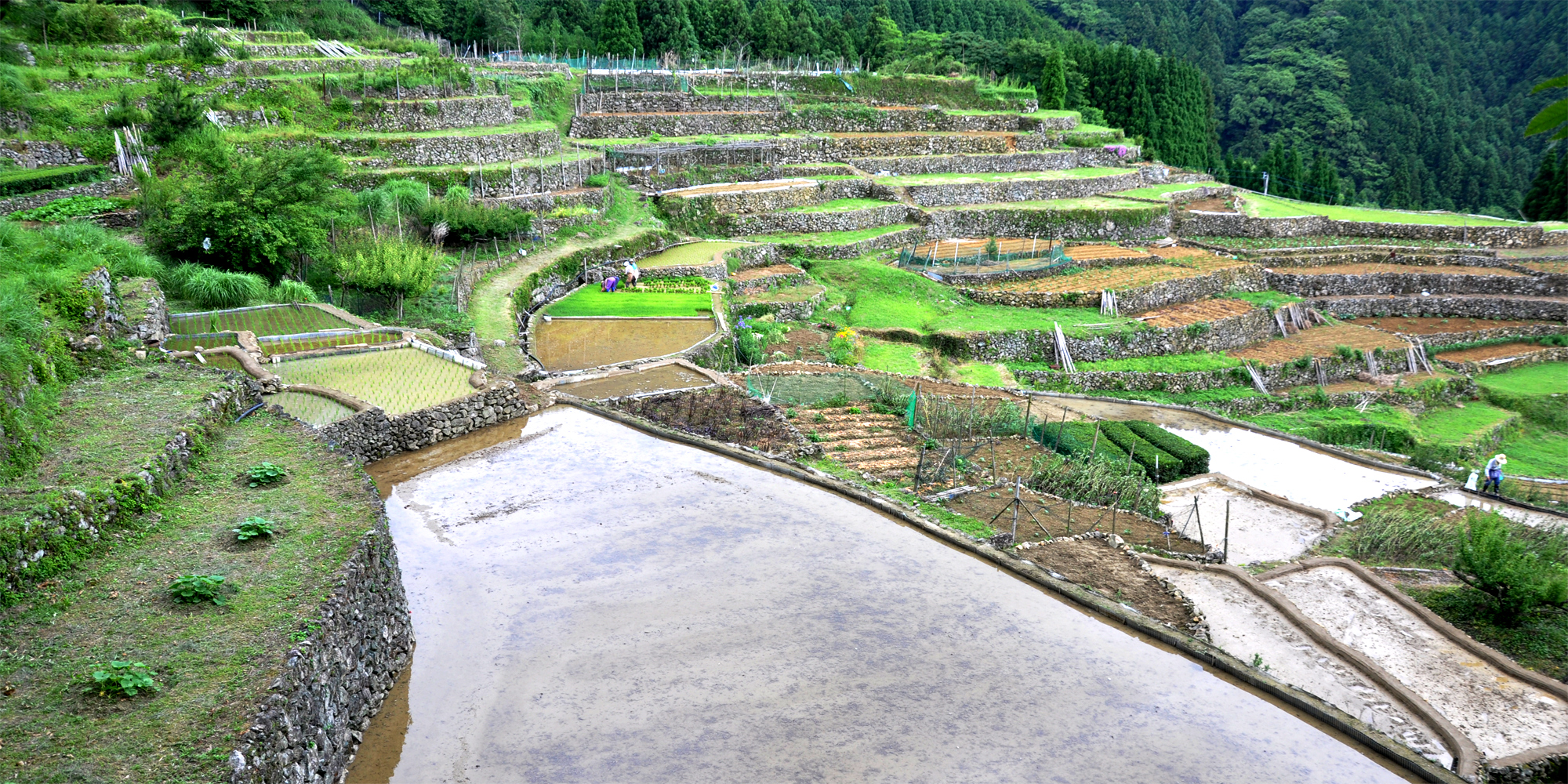
日光（熊本県八代市）